# 慕尼黑城市快铁1号线
慕尼黑城市快铁1号线是一条位于德国慕尼黑的城市快铁。线路走向是从弗赖辛或者慕尼黑机场到慕尼黑机场访客公园。
途径中央车站、卡尔广场以及玛利亚广场站等车站。